# Humboldt-Ehrungen in der DDR
Humboldt-Ehrungen in der DDR ist ein Dokumentarfilm des DEFA-Studios für Kurzfilme von Siegfried Schönfelder aus dem Jahr 1969.

## Handlung
Die ersten Aufnahmen zeigen das Berliner Maxim-Gorki-Theater, in dem sich zu Humboldts Zeiten die Sing-Akademie zu Berlin befand. In diesen historischen Räumen erklingt ein Streichquartett mit Musik von Felix Mendelssohn Bartholdy, der seinem Freund Alexander von Humboldt auch eine Kantate widmete. Hier hielt Humboldt im Winter 1827/1828 seine vielbesuchten Kosmos-Vorträge, mit denen er breiten Kreisen ein besseres Wissen und Verständnis der Natur vermittelte. 
Am 11. September 1969 empfangen Unter den Linden führende Mitglieder der Deutschen Akademie der Wissenschaften zu Berlin und der Humboldt-Universität den Stellvertreter des Vorsitzenden des Ministerrats der DDR Doktor Alexander Abusch, der ein Blumengebinde am Denkmal von Alexander von Humboldt niederlegt. Es steht, neben dem seines Bruders Wilhelm von Humboldt, vor der Universität, die seit 1946 ihren Namen trägt. Die Festveranstaltung findet im Auditorium maximum mit 800 hochrangigen in- und ausländischen Ehrengästen statt. In seiner Festrede weist Alexander Abusch darauf hin, dass am 29. Juni 1859 Alexander von Humboldt als einzigem Ausländer im 19. Jahrhundert der höchste Ehrentitel der mexikanischen Republik Wohltäter des Vaterlandes vom Staatspräsidenten Benito Juárez posthum verliehen wurde. Zum Abschluss der Veranstaltung wird eine Gedenktafel zur Erinnerung an die wissenschaftlichen Kosmos-Vorträge enthüllt.
Wie in anderen Städten der DDR finden auch in Görlitz Gedenkveranstaltungen statt. Organisiert vom Forschungsrat der Oberlausitzischen Bibliothek der Wissenschaften und dem  Staatlichen Museum für Naturkunde Görlitz findet hier ein Humboldt-Symposion im Humboldthaus statt. Während der Veranstaltung erläutern mehrere Wissenschaftler in ihren Vorträgen verschiedene Aspekte der Bedeutung Humboldts.
Doch nicht nur in Festveranstaltungen zum 200. Geburtstag wird Humboldt in der DDR geehrt. So existieren an seinem Geburtshaus, dem Sitz der Deutschen Akademie der Wissenschaften zu Berlin am Platz der Akademie und an seinem Sterbehaus Gedenktafeln. Es gibt Gedenkmedaillen und Briefmarken mit seinem Porträt. Schulen, Straßen und Bibliotheken sind nach ihm benannt. 
Weiter berichtet der Film von einer umfangreichen Ausstellung in der Deutschen Staatsbibliothek, die etwa 500 Briefe Humboldts, seine berühmten Reisetagebücher, Handschriften und Veröffentlichungen, sowie kolorierte Abbildungen aus seiner fünfjährigen amerikanischen Forschungsreise besitzt. Großes Interesse zeigen die Besucher auch bei den Exponaten, die Humboldts russisch-sibirische Reise im Jahr 1829 betreffen. 
Die Deutsch-Lateinamerikanische Gesellschaft widmet dem Humboldt-Jubiläum eine Präsidiumssitzung, an der auch zahlreiche Gäste aus lateinamerikanischen Ländern anwesend sind. In der Berliner Archenhold-Sternwarte werden die Beziehungen Humboldts zur Berliner Astronomie gewürdigt. Den glanzvollen Schlusspunkt unter die Feierlichkeiten setzt ein Empfang des Ministerrates der DDR, bei dem sich noch einmal die Repräsentanten der DDR mit den prominenten Gästen treffen, die nach Berlin gekommen sind, um Alexander von Humboldt zu ehren. 

## Produktion und Veröffentlichung
Der Dokumentarfilm Humboldt-Ehrungen in der DDR mit dem Untertitel Anläßlich der 200. Wiederkehr des Geburtstages von Alexander von Humboldt wurde im Auftrag des Ministeriums für Auswärtige Angelegenheiten der DDR, unter Verwendung der Arbeitstitel Humboldt und 200. Geburtstag Alexander von Humboldt, von der Gruppe camera DDR als Schwarzweißfilm gedreht.
Die Dramaturgie lag in den Händen von Heidelinde Schröder.
Im Mai 2019 wurde der Film im Berliner Kino Arsenal vorgeführt. Sonstige öffentliche Aufführungen in Deutschland sind nicht nachzuweisen.